# あらいしずか
あらい しずか（8月17日 - ）は日本の声優、女優。東京都出身。フェザード所属。旧芸名は北条 静香（ほうじょう しずか）、荒井 静香（あらい しずか）。

## 来歴
以前はTAB（現・TABプロダクション）、ぷろだくしょんバオバブ、劇団すごろく、演劇部隊チャッターギャングに所属していた。

## 人物
趣味は登山、釣り、ギター、パンダグッズ収集、プロレス観戦、作詞、スノーボード。特技は歌、日本舞踊（藤間流）、琴（生田流）、謡曲、小唄、和装着付、弓道、歌唱、英詞歌謡、水泳、アイススケート、英語ナレーション。
方言は関西弁。
資格は普通自動車免許、応用心理学カウンセラー初級、英検2級。

## 出演
太字はメインキャラクター。

### テレビアニメ
1999年
- いつも心に太陽を!
- 下級生（加納涼子）
- THE ビッグオー
- パパと踊ろう

2001年
- 仰天人間バトシーラー（フコーナ・ショージョ〈エレーナ〉 / リッチナ・シュクジョ / リッチナ・アクジョ）
- 真・女神転生デビルチルドレン（アガシオン）
- HELLSING（看護婦A）

2002年
- 電光超特急ヒカリアン（ミス・エマニエル、スーザン、女教師）
- RAVE（ベロニカ）

2003年
- E'S OTHERWISE（おかみさん）
- しましまとらのしまじろう

2005年
- これが私の御主人様（エレン）

2006年
- マジカノ（ハートの女王）

2008年
- ヤッターマン（第2作）（客、ママ）

2009年
- テガミバチ（助産婦）
- ルパン三世VS名探偵コナン（女官B）

2010年
- 真・恋姫†無双〜乙女大乱〜（厳顔）

2016年
- ぼのぼの（2016年 - 、アナグマくん、ダイねえちゃん、ヒグマさん〈コヒグマくんのおかあさん〉、ポポスくん、キネちゃん、ペンギンくん、モンちゃん、旅羊さん 他）

2018年
- タマ&フレンズ 〜うちのタマ知りませんか?〜
- ハワイアン コヌ（ピー坊）

2021年
- コヌとたのしいともだち（ピー坊）

### 劇場アニメ
- トリコ 3D 開幕!グルメアドベンチャー!!（2011年、ペックの母）
- 名探偵コナン 11人目のストライカー（2012年、多部田美幸）
- ルパン三世VS名探偵コナン THE MOVIE（2013年、スタッフ）

### OVA
- 名探偵コナン 10年後の異邦人（2009年、女性リポーター）
- 真・恋姫†無双〜乙女大乱〜 †あわわっDVD/Blu-ray第七巻はOVAすぺしゃるです〜†（2011年、厳顔）
- Carnival Phantasm（2011年、ビデオの声）

### Webアニメ
- 大江戸セキュリティ戯画（2015年）
- Dr.セキューリ（2015年）
- spinoid（2019年）

### ゲーム
1994年
- あすか120%シリーズ（1994年 - 1997年、鈴木めぐみ） - 5作品

1997年
- 下級生（加納涼子） - SS版
- 初恋ばれんたいん（1997年 - 1998年、前田麗香） - 2作品
- ザ・コンビニ〜あの町を独占せよ〜（店員のボイス）

1998年
- ツーショットDiary2 大全集（山下真由美）
- 放課後恋愛クラブ -恋のエチュード-（河合雛子） - SS版

2008年
- インフィニットループ 古城が見せた夢（アイシャ）
- プリニー 〜オレが主人公でイイんスか?〜（アニス、セサミ）
- 魔界戦記ディスガイア3（2008年 - 2011年、リリアンの狂子） - 2作品
- モノクローム・ファクター cross road（永島柚稀）
- ユア・メモリーズオフ〜Girl's Style〜（2008年 - 2009年、月岡陽） - 2作品

2009年
- アンティフォナの聖歌姫 天使の楽譜Op.A（ロザリン、アルパ）
- 魔界戦記ディスガイア2 PORTABLE（大女優、アクタレヨ、ワルサスキー）

2010年
- プリニー2 〜特攻遊戯! 暁のパンツ大作戦ッス!!〜（アサギ・アサマール・アサリンド）

2013年
- 神様と運命革命のパラドクス（シンデレラ）
- Z/X

2018年
- ラピス・リ・アビス

2019年
- 殺人探偵ジャック・ザ・リッパー（ミシェル）

2020年
- ボク姫PROJECT（姫神ネメシア）
- 少女地獄のドクムス〆（三途川ドラミ）

2023年
- 魔界戦記ディスガイア7（ユバナ、カノンライン）

### 吹き替え

#### 映画
- 悪魔を憐れむ歌
- イン・ザ・カット（ポーリーン〈ジェニファー・ジェイソン・リー〉）
- ヴァンパイア・イン・ブルックリン ※フジテレビ版
- エミルの空
- 案山子男（モーガン）
- カサノバ
- 黒武者
- ジングル・オール・ザ・ウェイ ※フジテレビ版
- スターゲイト
- スピーシーズ2
- スペースバンパイア ※2005年テレビ朝日版
- セブン ※テレビ朝日版
- 戦火の勇気
- タイタニック ※フジテレビ版
- TAXi
- ニキータ
- パール・ハーバー（ベティ〈ジェイミー・キング〉）※テレビ朝日版
- パワーレンジャー・ターボ・映画版・誕生!ターボパワー（キンバリー・アン・ハート）
- 25年目のキス（ローダ）
- ブロークン・アロー
- マイ・ワンダフル・ライフ
- マッド・シティ
- マネー・トレイン ※テレビ朝日版
- マリー・アントワネットの首飾り（少女時代のジャンヌ〈ヘイデン・パネッティーア〉）
- ロマンスX
- ワイルドシングス

#### ドラマ
- アニマル・レスキュー・キッズ
- 美しき日々
- Xファイル
- NYPDブルー
- オポジット学園
- 彼はサイコメトラー -He is Psychometric-
- キムチ〜不朽の名作〜（ファン・ボラム）
- 恋するマンハッタン（ホリー・テイラー〈アマンダ・バインズ〉）
- CSI:マイアミ（エイデン・バーン）
- シェルビーの事件ファイル
- スターゲイト SG-1（ジョリナー、ネイサ、カーリー、女技師 他）
- チャームド 〜魔女3姉妹〜（ハナー）
- パワーレンジャーシリーズ
  - パワーレンジャー（キンバリー・アン・ハート/ピンクレンジャー〈2代目〉、悪のピンクレンジャー、ニムロデ 他）
  - パワーレンジャー・ロスト・ギャラクシー（ジョディ・スタントン）
- ふたりはふたご
- 冬のソナタ（ヒジン）
- 魔法の木
  - ふしぎなそり
  - なかよしのくつ
- レリック・ハンター

#### アニメ
- ザ・バットマン（マーシー・グレイブス）
- ジャスティス・リーグ（マーシー・グレイブス）
- ジョニー・ブラボー
- スーパーマン（マーシー・グレイブス、ギスピット、人形の声、学会員）
- パワーパフガールズ UG版（プリンセス）

### パチンコ
- 春一番
- みどりのマキバオー

### テレビドラマ
- 司法教官・穂高美子（レポーター）

### ナレーション
- 鬼平犯科帳
- 韓流α
- 地震から世界遺産をどう守るか
- 昭和レトロヒーローズ MONDO21
- 必殺を斬る!

### CMナレーション
- イオン初売り
- 東京都信用金庫協会
- ドラゴンキッチン
- 日東工業アメリカ向け紹介ビデオ（英語）
- 日本酒造組合中央会
- 三越カルチャーサロン
- ヨドバシカメラ

### VP
- K-Bal
- 昭和電工企業PRビデオ
- ソニー8ミリビデオ取り扱い説明ビデオ
- 大東建託
- タカラトミー
- 西川ふとん産業
- ハピネット
- リコーVP

### ラジオ
- 四番 なかやま

### 舞台
- ノクターン・イン・ザ・ダーク（2002年9月） - ミドリ
- 鬧熱のラプソディ（2003年7月） - 山田ちえ
- 窓際（2003年12月） - 江田
- 緋色の小夜曲（2004年5月） - 塙民子
- 寓居の鎮魂曲（2005年2月） - 来生
- 慾動の行進曲（2005年12月） - 占い師
- ハッピーエンドは儲らない（2006年7月） - くの一
- TIME TROUBLE 齢30（2007年9月）
- クリスマス・ラブダンディ（2007年12月）
- 女医と歌（2015年）
- 誰が花を咲かせるのだろう（2017年）
- 女の生

### その他コンテンツ
- 重装機兵レイノス2 ED曲歌唱
- イベント「ふれあいINクルージング」
- おはなし絵本クラブ「シンデレラ」
- 東映系子供ショー（MC）

## ディスコグラフィ

### コンピレーション・音楽CD
| 発売日        | 商品名                      | 歌       | 楽曲                            | 備考                                                           |
| ------------- | --------------------------- | -------- | ------------------------------- | -------------------------------------------------------------- |
| 1998年        |                             | 北条静香 | 「Together」                    | PCゲーム『そぷらの～ボクの初恋ハプニング～』エンディングテーマ |
| 1999年6月25日 | The First Album -from Mink- | 北条静香 | 「きまぐれバージン♡エンジェル」 | PCゲーム『ぺろぺろCandy～陽の章～』オープニングテーマ          |